# 皇家马厩与马术学院
皇家马厩与马术学院（Cavallerizza Reale）是意大利都灵的一座历史建筑，位于朱塞佩威尔第街（Via Giuseppe Verdi）9号，1997年联合国教科文组织将其列为薩伏依王室居所的一部分。

## 历史
1740-1742年，建筑师贝内代托·阿尔菲耶里（Benedetto Alfieri）建造了这座巴洛克建筑，用于进行马术运动。其原址上的17世纪中叶建筑由阿梅迪奥·迪·卡斯特拉蒙特（Amedeo di Castellamonte）设计。
1840年，这座建筑由建筑师埃内斯托·梅拉诺（Ernesto Melano）改建。1943年7月13日，该建筑群遭受轰炸破坏。
该建筑于2014年3月被废弃，,此后受到三起严重火灾的影响：2014年、2016年 和2019年。